# همام الجزائري
همام الجزائري (1977 -)، وزير الإقتصاد السوري السابق. متزوج من الممثلة السورية ديمة قندلفت.

## شهاداته
- إجازة في الاقتصاد من جامعة دمشق عام 1998
- ماجستير في اقتصاديات التنمية عام 2004.
- دكتوراه في الاقتصاد من جامعة لندن عام 2008.

## مناصبه
- مدرس في كلية الاقتصاد في جامعة دمشق.
- مستشارا اقتصادي لمؤسسات استشارية خاصة.
- شغل رئيس هيئة التخطيط والتعاون الدولي 2013-2014.
- وزير الاقتصاد والتجارة الخارجية 2014-2016.
- محافظ سوريا لدى البنك الدولي 2017.